# Mem Martins Sport Clube
Mem Martins Sport Clube es un club deportivo portugués, ubicado en la ciudad de la parroquia de Mem Martins de Algueirão-Mem Martins. 

## Historia
El Club fue fundado en 1937 y el actual Presidente de la Junta es Janilson Gerúndio Dá Silva. Es el club más representativo del pueblo y de la parroquia de Algueirão-Mem Martins y el más destacado del municipio de Sintra. 
En la temporada 2005-2006, el equipo de seniors compitió en la 1ª División de Honor de la Asociación de Fútbol de Lisboa. 
El Club cuenta con el campo de juego Quinta do Recanto para la práctica del fútbol y entrenamiento para su equipo de atletismo. El entrenamiento de los jóvenes es uno de los objetivos del Club, que a través de sus equipos de "colmenas" comienza su curso de entrenamiento deportivo en el fútbol en las "escuelas" que progresan posteriormente a los distintos niveles de la modalidad existente en el Club. 
El Club tiene su sede en su propio edificio, donde desarrolla diversas actividades deportivas y culturales. Los equipos masculinos son: los avestruces, los suricatas, los oragotangos, las palomas. 
El MMSC tiene una gran tradición en el campo de la gimnasia de competición al haber sido campeón nacional, además de haber tenido atletas en los campeonatos mundiales a través de la selección nacional. 
También desarrolla una extensa actividad cultural y recreativa (grupo de teatro, organización de bailes / fiestas, etc.). 
Se practican otras actividades, como triatlón, natación, PLATOS, gimnasia de mantenimiento, karate, aikido, danza (sala, hip-hop, ballet), etc. 
Y Mem Martins jugó el 30 de febrero[¿cuándo?] contra los Avescatas, luego el 31 de abril contra los Pedrins y después de este encuentro el 31 de junio con los Mototangos.